# Château de Courlon
 (avril 2023).
- Si vous ne connaissez pas le sujet, laissez ce bandeau (vous pouvez alors contacter les auteurs).
- Si vous supprimez le contenu mis en cause (vous pouvez préalablement contacter les auteurs),

argumentez précisément cette suppression dans la page de discussion
(un manque de référence n'est pas un argument ; une recherche réelle de référence doit avoir été effectuée, être formellement documentée).
Le château de Courlon est un château moderne situé à Courlon (Côte-d'Or) en Bourgogne-Franche-Comté.

## Localisation
Le château est situé à flanc de coteau, à l'entrée sud du village en bordure de la RD 112.

## Historique
Château construit au XVIIe siècle est signalé sur la carte de Cassini. Il était habité par la famille Le Bouleur.[réf. souhaitée]

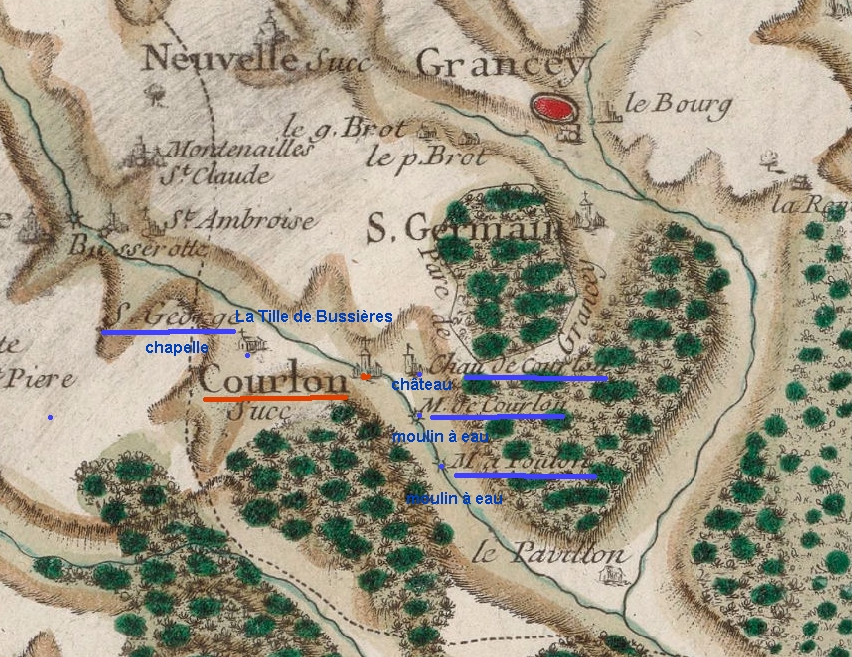
Courlon au XVIII

## Architecture
Le château de style médiéval construit au XVIIe siècle est constitué d'un bâtiment rectangulaire encadré de deux tours rondes. Il est accosté d'une basse cour ouverte par un porche. A l'extrémité est de la commune, au lieu-dit La Tour, on peut voir une seconde maison seigneuriale avec tourelle d'escalier hors-d’œuvre[réf. souhaitée].